# Lubomír Lízal
Lubomír Lízal (* 3. června 1969 Praha) je český ekonom, v letech 2011 až 2017 člen bankovní rady České národní banky.

## Život
Vystudoval obor systémové programování na Fakultě elektrotechnické Českého vysokého učení technického v Praze. V roce 1998 získal doktorát v oboru ekonomie na CERGE UK a v roce 2006 se habilitoval ve stejném oboru na Univerzitě Karlově v Praze (získal tak titul doc.).
Od roku 1993 působí jako odborný pracovník v Národohospodářském ústavu Akademie věd České republiky a od roku 1998 jako odborný asistent v ekonomickém institutu CERGE UK. V roce 2002 byl zástupcem ředitele pro vědu a v letech 2003 až 2008 zastával pozici ředitele Národohospodářského ústavu AV ČR a CERGE UK.
Během svého studia a vědecké praxe absolvoval několik vzdělávacích zahraničních pobytů, např. na Tinbergen Institute v Amsterdamu (1992), na University of Pittsburgh (1994 až 1995) či na University of Michigan (1996 až 1997 a 2000 až 2001). Specializuje se na transformaci ekonomiky, ekonometrii, struktury trhu, správu a řízení podniků a vztah ekonomie a životního prostředí.
V letech 1994 až 2000 byl externím konzultantem Světové banky.
Je členem vědecké rady Národohospodářské fakulty VŠE v Praze a Fakulty elektrotechnické ČVUT v Praze, zasedá i v České statistické radě Českého statistického úřadu. Od srpna 2010 do února 2011 byl členem Národní ekonomické rady vlády. Od listopadu 2010 do února 2011 působil také v dozorčí radě energetické společnosti ČEZ.
V roce 2006 se stal členem odborného pracovního týmu pro přípravu ekologické daňové reformy. Podílel se i na přípravě Národního alokačního plánu pro Ministerstvo životního prostředí ČR na roky 2008 až 2012.
Na začátku února 2011 jej prezident Václav Klaus jmenoval s účinností od 13. února 2011 členem bankovní rady České národní banky. Funkci zastával do února 2017. Od května 2018 do ledna 2022 působil v orgánech banky Expobank CZ ovládané podnikatelem Igorem Vladimirovičem Kimem.